# Bhola (zila)
Bhola (en bengalí: ভোলা) es un zila o distrito de Bangladés que forma parte de la división de Barisal.
Comprende 7 upazilas en una superficie territorial de 3353 km² : Bhola Sadar, Burhanuddin, Char Fasson, Daulatkhan, Lalmohan, Manpura y Tazumuddin.
La capital es la ciudad de Bhola.

## Upazilas con población estimada en marzo de 2016
- Bhola Sadar 430,520
- Burhanuddin 233,860
- Char Fasson 456,437
- Daulatkhan 168,567
- Lalmohan 283,889
- Manpura 76,582
- Tazumuddin 126,940

## Demografía
Según estimación 2010 contaba con una población total de 1979970 habitantes.